# 青島理工大学
青島理工大学（青岛理工大学、英: Qingdao University of Technology）は、中華人民共和国山東省青島市の総合大学である、工学を主軸に、理学、工学、経済学、経営学、文学、法学など多岐にわたる学科を擁し。山東省の重点大学として、「山東省有名学校プロジェクト」に選ばれた最初の大学の一つであり、国の「111計画」（高等教育機関の国際競争力強化を目指すプロジェクト）および「卓越工程师教育培养计划」（優れたエンジニア育成を目的とした国家計画）に名を連ねる名門校である。 

## 概略
現在は青島市北部、黄島、臨沂の3キャンパスがあり、総面積217万1500平方メートル、校舎の延べ面積は111万2000平方メートル。図書館の蔵書は241万8200冊。

2011年6月現在、在学本科学生は28631人、全日制博士・修士大学院生は1100人。教職員2238人。教員は教授170人、副教授490人。博士課程指導者23人。修士課程指導者327人。特別招聘の中国工程院会員6人、ロシア科学アカデミー会員1人。全国高校教学教学名師1人，泰山学者特聘教授6人、百千万人才工程国家級3人、全国優秀教師7人、山東省教学名師6人、国務院特別手当を受ける専門家28人。

## 沿革
1952年12月に「山東省青島建築工程学校」として建学。1953年6月、山東省から中央人民政府重工業部に編入され、1960年6月、「山東冶金学院」と改名して学部生の募集を開始した。1978年に「山東冶金工業学院」と改称し、冶金工業部に所属。1985年9月に「青島建築工程学院」に改称。1993年に修士学位授与単位として認可された。1998年11月、『中央與地方共建，以地方管理為主』によって山東省の指導下に移管。2004年5月に「青島理工大学」に改称され、2005年に博士学位授与単位として認可された。

## 設置されている学院
- 土木工程学院
- 机械工程学院
- 环境与市政工程学院
- 建筑学院
- 理学院
- 计算机工程学院
- 通信与电子工程学院
- 自动化工程学院
- 汽车与交通学院
- 商学院
- 管理学院
- 经贸学院
- 艺术学院
- 外国语学院
- 人文与社会科学学院
- 国际学院
- 马克思主义学院
- 继续教育学院
- 体育教学部
- 高等职业学院